# Fårön (Trundön)
Fårön is een Zweeds eiland behorend tot de Pite-archipel. Het ligt ten noorden van het veel grotere  Trundön. Het eiland heeft geen oeververbindingen en is onbewoond. Wel staan er enige zomerhuisjes op het eiland.